# Carlheinz Neumann
Carlheinz Neumann, född 27 november 1905 i Berlin, död 19 maj 1983 i Berlin, var en tysk roddare.
Neumann blev olympisk guldmedaljör i fyra med styrman vid sommarspelen 1932 i Los Angeles.